# Флорешти (Рамец)
Флорешти (рум. Florești) насеље је у Румунији у округу Алба у општини Рамец. Oпштина се налази на надморској висини од 1024 m.

## Становништво
Према подацима из 2011. године у насељу је живело 53 становника.